# ないないBaby
『ないないBaby』（-ベイビー）は鶴久政治11枚目のシングル。1995年11月17日、ポニーキャニオンよりリリース。

## 解説
編曲はチェッカーズ時代のコンサートでキーボードを担当した八木橋カンペー。このシングルがポニーキャニオンでの最後のリリースとなる。

## 収録曲
全作詞：たきのえいじ・編曲：ヤギハシ カンペー
1. ないないBaby
作曲：WARK
2. 横浜ルージュ
作曲：Man-yee Lam
3. 'ないないBaby（オリジナル・カラオケ）